# Going Down to the River
Going Down to the River è un brano musicale scritto, composto e eseguito dal cantautore country statunitense Doug Seegers. È una composizione country blues.
Il brano è stato inciso nel 2014 in due versioni, una realizzata dal solo Doug Seegers e un'altra nella quale l'autore viene accompagnato da Jill Johnson e Magnus Carlson, che eseguono vari versi del testo.